# ネクスト・タイム・ユー・シー・ミー
ネクスト・タイム・ユー・シー・ミー (Next Time You See Me)は、アール・フォレストとビル・ハーヴィーが作詞・作曲し、1956年にジュニア・パーカーが当時の芸名リトル・ジュニア・パーカー名義で最初にレコーディングした楽曲である
。パーカーがデューク・レコードと契約後初めてチャート入りした楽曲であり、彼にとってR&B、ポップス両方のチャートで最も大きな成功を収めた楽曲の一つである。「ネクスト・タイム・ユー・シー・ミー」は、グレイトフル・デッドなど様々なアーティストによって演奏、レコーディングがされている。

## オリジナル・バージョン
「ネクスト・タイム・ユー・シー・ミー」はミッドテンポの12小節ブルースのシャッフルであり、途中ブレイクが入る。ホーンが効いたリズム・セクションがパーカーの滑らかなヴォーカルを盛り立てる。他のジュニア・パーカーの楽曲の多くと同じく、「"標準的なブルースと比較してよりメロディアスである"」。シンガー、音楽ライターのビリー・ヴェラはパーカーのアプローチを以下のように解説している：
ホーン・セクションのフロントに立つのは、ジュニア・パーカーが自身のサウンドをそのように捉えていたということだ。彼はシンガーであって、シャウターではなかった。彼の歌声は甘く、彼にとって最初のヒットとなったこの曲でわかる通り、ヴィブラートは躍動感を感じさせるものであった。
ホーン・セクションは、バンド・リーダーのビル・ハーヴィーがテナー・サックス、ジョー・スコットがトランペット、プルーマ・デイヴィスがトロンボーンという面々で、ピアノはコニー・マクブッカー、パット・ヘアがギター、ハンプ・シモンズがベース、ソニー・フリーマンがドラムスを務めた。(「The Blues Discography 1943-1970 The Classic Years」には、ギターはフロイド・マーフィーと記されている。)

この曲は次のコーラスで始まる：
お前が次に俺に会うときは状況が変わっているよ

そう、お前が次に俺に会うときは状況が変わっているよ

もしそれで傷つくようならば、ダーリン、それは全てお前のせいさ

### リリースとチャート・アクション
1957年、デューク・レコードは「ネクスト・タイム・ユー・シー・ミー」をシングルとしてリリースした。B面は「マイ・ドリー・ビー」であった。この曲はビルボード誌のR&Bチャートの5位、そしてHot 100チャートの74位を記録した。『Junior's Blues: The Duke Recordings, Vol. 1』(1992年)を始め、複数のパーカーのコンピレーション・アルバムに収録されている。

## リメイク
パーカーは、1969年のアルバム『Blues Man』でこの曲を再度取り上げている。レコーディングは、同年ニューヨークで行なわれた。

## カバー・バージョン

### グレイトフル・デッドによるバージョン
「ネクスト・タイム・ユー・シー・ミー」は、グレイトフル・デッドの結成時にロン・"ピッグペン"・マッカーナンが持ち込んだブルース、R&Bの楽曲のうちのひとつであった。マッカーナンがヴォーカルとハーモニカを担当し、1967年にはコンサートにおけるレパートリーとなっていた。
バンドの本を執筆したオリヴァー・トレーガーによると、彼らは2つの異なるバージョンを演奏していた。彼の説明によるとそのひとつは、ドライヴ感のあるアップテンポな演奏、もうひとつはよりレアで哀愁を感じさせるテイクで、(ジェリー・)ガルシアとのデュエットとして歌われた。
彼らは1970年代初頭にしばしばこの曲を演奏し、『Hundred Year Hall』(1972年4月26日録音)、『Europe '72 Volume 2』(1972年4月14日録音)、そして『Rockin' the Rhein with the Grateful Dead』(1972年4月24日録音)といったアルバムに収録された。

### その他のバージョン
「ネクスト・タイム・ユー・シー・ミー」はジャンルを超えた幅広いアーティストによってレコーディングされている。
| 年     | アーティスト名                                 | 収録アルバム                         |
| ------ | ---------------------------------------------- | ------------------------------------ |
| 1958年 | フランキー・ライモン                           | 『Rock 'n' Roll with Frankie Lymon』 |
| 1958年 | アール・グラント                               | 『The Versatile Earl Grant』         |
| 1961年 | ナンシー・ウィルソン                           | シングル                             |
| 1968年 | ジェイムズ・コットン                           | 『カット・ユー・ルース』             |
| 1979年 | デイヴィッド・"ハニーボーイ"・エドワーズ       | 『Mississippi Delta Bluesman』       |
| 1980年 | ダグ・サーム                                   | 『Hell of a Spell』                  |
| 1981年 | ジョー・サンプル & デイヴィッド・T・ウォーカー | 『Swing Street Cafe』                |
| 1982年 | ラリー・デイヴィス                             | 『Funny Stuff』                      |
| 1986年 | クラレンス・"ゲイトマウス"・ブラウン           | 『Real Life』                        |
| 1998年 | ジョン・プライマー                             | 『Blues Behind Closed Doors』        |
| 2023年 | ポール・キャラック                             | 『Don't Wait Too Long』              |